# Liste der Naturdenkmäler in Laas (Südtirol)
Die Liste der Naturdenkmäler in Laas (italienisch Lasa) enthält die vier als Naturdenkmal ausgewiesenen Objekte auf dem Gebiet der Gemeinde Laas in Südtirol.
Basis ist das im Internet einsehbare offizielle Verzeichnis der Naturdenkmäler in Südtirol (Stand: 23. Januar 2015). Dabei kann es sich um botanische, geologische oder hydrologische Naturdenkmäler handeln. Die Reihenfolge in dieser Liste orientiert sich an der ID, alternativ ist sie auch nach dem Namen sortierbar.

## Liste
| Foto |                 | Name                                      | Standort                     | Beschreibung                              |
| ---- | --------------- | ----------------------------------------- | ---------------------------- | ----------------------------------------- |
| BW   | Datei hochladen | Allitzer Seen ID: 039_G01                 | 46° 40′ 46″ N, 10° 42′ 51″ O | Hydrologisches Naturdenkmal: See          |
| BW   | Datei hochladen | 1 Eiche ID: 039_G02                       | 46° 37′ 55″ N, 10° 39′ 20″ O | Botanisches Naturdenkmal: Eiche           |
| ja   | Datei hochladen | Feuchtgebiet Schgumser Graben ID: 039_G03 | 46° 36′ 56″ N, 10° 40′ 17″ O | Hydrologisches Naturdenkmal: Feuchtgebiet |
| BW   | Datei hochladen | 1 Schwefelquelle Stinkabrunn ID: 039_G04  | 46° 36′ 57″ N, 10° 40′ 37″ O | Hydrologisches Naturdenkmal: Quelle       |

| Foto: | Fotografie des Naturdenkmals. Klicken des Fotos erzeugt eine vergrößerte Ansicht. Daneben finden sich zwei Symbole: |
| ID    | Identifikator bei der Abteilung Natur, Landschaft und Raumentwicklung der Südtiroler Landesverwaltung               |